# Revue Clystère
 (mai 2024).
 (mai 2024).
La mise en forme du texte ne suit pas les recommandations de Wikipédia : il faut le « wikifier ».
Les points d'amélioration suivants sont les cas les plus fréquents :
- Les titres sont pré-formatés par le logiciel. Ils ne sont ni en capitales, ni en gras.
- Le texte ne doit pas être écrit en capitales (les noms de famille non plus), ni en gras, ni en italique, ni en « petit »…
- Le gras n'est utilisé que pour surligner le titre de l'article dans l'introduction, une seule fois.
- L'italique est rarement utilisé : mots en langue étrangère, titres d'œuvres, noms de bateaux, etc.
- Les citations ne sont pas en italique mais en corps de texte normal. Elles sont entourées par des guillemets français : « et ».
- Les listes à puces sont à éviter, des paragraphes rédigés étant largement préférés. Les tableaux sont à réserver à la présentation de données structurées (résultats, etc.).
- Les appels de note de bas de page (petits chiffres en exposant, introduits par l'outil «  Source ») sont à placer entre la fin de phrase et le point final[comme ça].
- Les liens internes (vers d'autres articles de Wikipédia) sont à choisir avec parcimonie. Créez des liens vers des articles approfondissant le sujet. Les termes génériques sans rapport avec le sujet sont à éviter, ainsi que les répétitions de liens vers un même terme.
- Les liens externes sont à placer uniquement dans une section « Liens externes », à la fin de l'article. Ces liens sont à choisir avec parcimonie suivant les règles définies. Si un lien sert de source à l'article, son insertion dans le texte est à faire par les notes de bas de page.
- La présentation des références doit suivre les conventions bibliographiques. Il est recommandé d'utiliser les modèles {{Ouvrage}}, {{Chapitre}}, {{Article}}, {{Lien web}} et/ou {{Bibliographie}}. Le mode d'édition visuel peut mettre en forme automatiquement les références.
- Insérer une infobox (cadre d'informations à droite) n'est pas obligatoire pour parachever la mise en page.

Pour une aide détaillée, merci de consulter Aide:Wikification.
Si vous pensez que ces points ont été résolus, vous pouvez retirer ce bandeau et améliorer la mise en forme d'un autre article.
 (mai 2024).
Si vous disposez d'ouvrages ou d'articles de référence ou si vous connaissez des sites web de qualité traitant du thème abordé ici, merci de compléter l'article en donnant les références utiles à sa vérifiabilité et en les liant à la section « Notes et références ».
Pour l’article homonyme, voir Clystère.
Clystère est une Revue numérique gratuite, fondée et dirigée par le docteur Jean-Pierre Martin en 2011. Elle était consacrée à l’histoire de la médecine, vue au prisme de ses instruments.
« Pourquoi une E-revue sur l'objet médical ancien ? La réponse est simple. Les livres et articles parus dans les revues d'histoire de la médecine concernant les objets médicaux anciens sont rares. Et pourtant. Sans l'invention, le développement, et l'amélioration d'outils spécifiques à l'exercice de notre art, il est probable que la médecine n'aurait pas le même visage aujourd'hui. Nombre de maladies et de handicaps n'auraient pu être traités ou corrigés. Bien sûr, la chirurgie est la discipline dans laquelle le nombre d'outils est le plus important, mais les spécialités médicales se sont aussi dotées d'appareils dont l'histoire mérite d'être contée. Clystère a pour modeste objectif d'apporter aux historiens de la médecine, chaque mois, des articles sur divers objets médicaux anciens, tombés dans l'oubli. Elle pourra être une aide précieuse pour le collectionneur d'objets médicaux anciens. » (Jean-Pierre Martin, Clystère, no 1, août 2011, Éditorial)
Les auteurs sollicités (médecins, pharmaciens, ingénieurs, chercheurs) œuvraient tous dans le champ de la santé humaine. Historiens et membres des sociétés nationales et internationales d'histoire de la médecine, membres d'associations de sauvegarde du patrimoine médical, ou encore collectionneurs d'instruments médicaux anciens, ils garantissaient la qualité des articles publiés.
Devenue une revue de référence, Clystère comptait parmi ses abonnés la plupart des musées français d'histoire de la médecine, quelques musées étrangers, et de nombreux médecins, dentistes, vétérinaires, paramédicaux, historiens de la médecine ou de la santé.
Différents cahiers ont été mis en ligne sur des sujets variés, et sont autant de bases de données utiles : couteliers chirurgicaux, fabricants français et étrangers de matériels médicaux, monnaies de nécessité des hôpitaux français, étains médicaux.
Les archives des numéros parus entre 2011 et 2019 restent accessibles en ligne, sur demande auprès des auteurs, de même que les documents ressources utiles pour collectionner, décrypter, rénover les objets médicaux anciens. Si le lien www.clystere.com amenant à la Revue Clystère ne répond plus, tous les numéros publiés sont cependant regroupés à la BNF et seront libérés soixante-dix ans après la parution du dernier numéro.